# فرایند کسب‌وکار
فرایند کسب‌وکار (انگلیسی: Business process) مجموعه‌ای از اقدامات و وظایف مرتبط و ساختار یافته است، که یک کسب‌وکار، برای تولید یک محصول یا ارائه یک خدمت، انجام می‌دهد. یک فرایند کسب‌وکار، مجموعه‌ای از یک یا چند رویه یا فعالیت به‌هم‌پیوسته است، که در مجموع متوجه یک هدف در کسب‌وکار یا یک هدف در سیاست‌گذاری می‌شود و اغلب در متن چارت سازمانی، نقش‌های اصلی، کاربردی و روابط میان آن‌ها، تعریف می‌شود.
فرایندهای کسب‌وکار در سه دسته اصلی سازماندهی می‌شوند: 
- فرایندهای عملیاتی؛ که جریان ارزش اولیه را در راستای کسب‌وکار اصلی سازمان، ایجاد می‌کنند. نمونه‌ای از این فرایندها در یک شرکت تولیدی، خط تولید محصول است. همچنین، در شرکت‌های خدماتی، فرآیندهای مربوط به ارائه خدمات به مشتریان در این دسته قرار می‌گیرند.
- فرایندهای مدیریتی؛ که نظارت بر فرایندهای عملیاتی و راهبری شرکتی را برعهده دارند. به عنوان مثال، فرآیند مدیریت کیفیت در یک سازمان، از این دسته است. علاوه بر این، فرآیندهای مرتبط با مدیریت ریسک و برنامه‌ریزی استراتژیک نیز در این گروه جای می‌گیرند.
- فرایندهای پشتیبانی؛ که با ارائه خدماتی چون حسابداری، پشتیبانی فنی و فناوری اطلاعات، فرایندهای عملیاتی را پشتیبانی می‌نمایند. نمونه‌ای از این فرایندها، سیستم‌های مدیریت منابع انسانی (HRM) هستند. همچنین، فعالیت‌های مرتبط با مدیریت ارتباط با مشتری (CRM) نیز می‌توانند در این دسته قرار گیرند.